# Jan van Noordt
Jan van Noordt ou Johannes van Noordt (1623/1624, Schagen - 1676/1686) est un peintre néerlandais du siècle d'or. Il est connu pour ses peintures de scènes historiques et pastorales, ainsi que ses portraits, spécialement d'enfants.

## Biographie

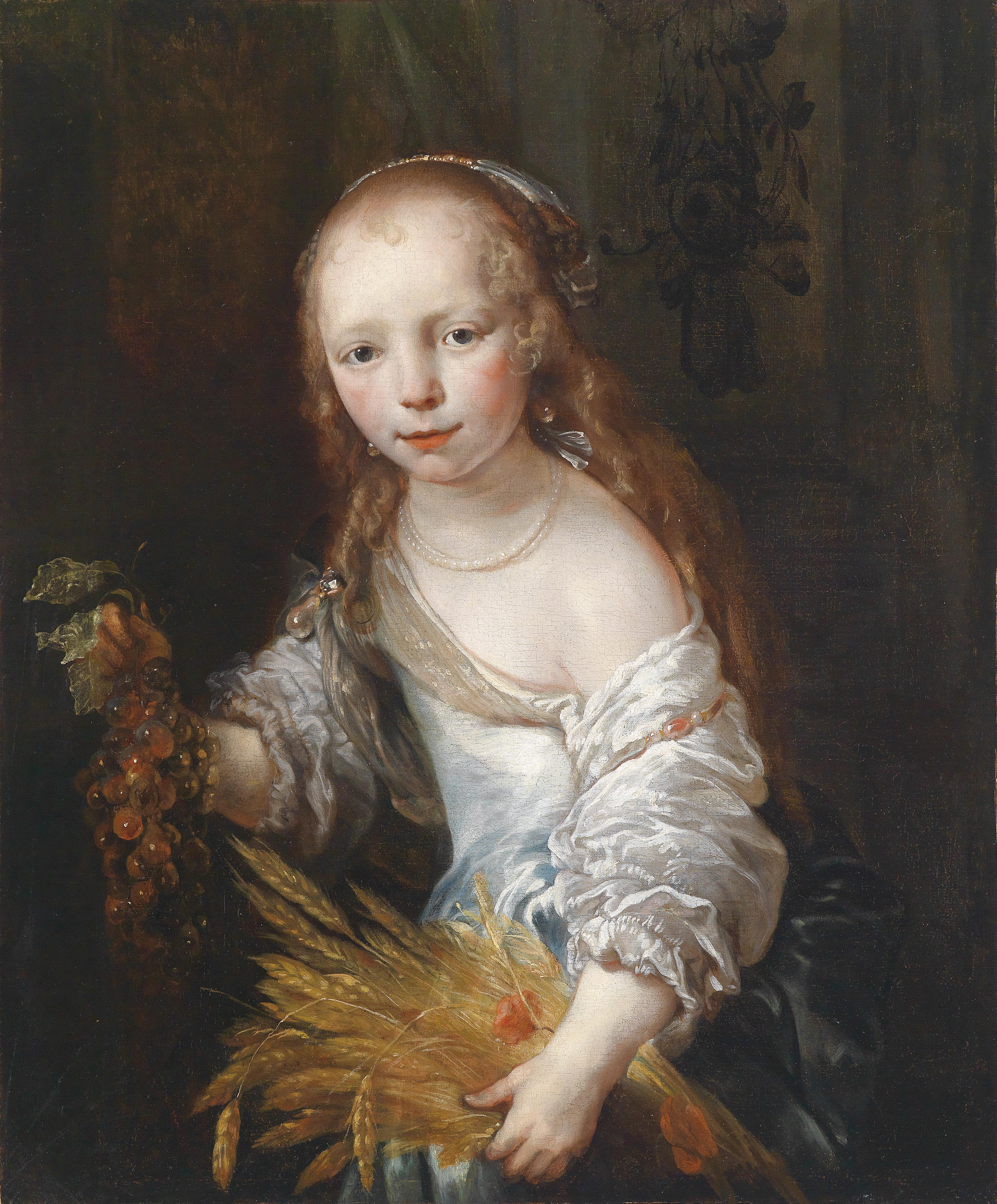
Jan van Noordt, Jeune fille en Cérès, MNHA Luxembourg

Jan van Noordt est né vers 1623/1624 à Schagen aux Pays-Bas. Il est issu d'une famille de musiciens, son père est instituteur et organiste à Schagen. Dans les années 1630, la famille van Noordt s'installe à Amsterdam. 
Jan van Noordt étudie la peinture auprès de Jacob Adriaensz. Backer, en compagnie de Abraham van den Tempel, le fils de Lambert Jacobsz. Après la mort de Jacob Adriaensz. Backer, sa peinture sera influencée par Govert Flinck. Van Noordt a enseigné la peinture et a eu comme élève Johannes Voorhout.
La date et le lieu de sa mort ne sont pas connus.

## Œuvres

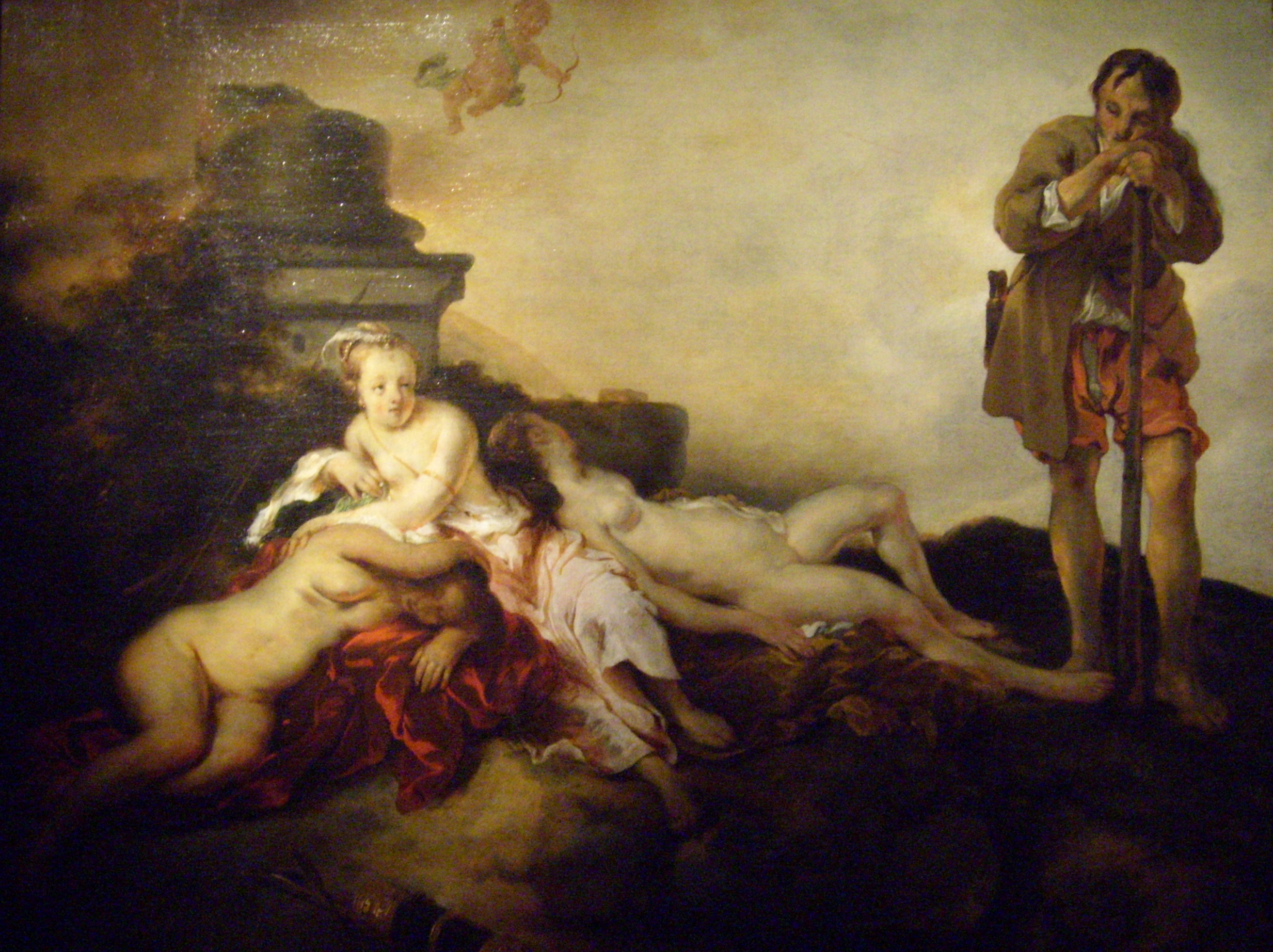
Jan van Noordt, Cimone et Iphigénie, musée Thomas-Henry

- L'adoration des bergers[2], Rijksmuseum, Amsterdam
- Repos pendant la fuite en Égypte[3], Rijksmuseum, Amsterdam
- Garçon avec un faucon en laisse, huile sur toile, 82 × 66 cm, Wallace Collection, Londres[4]
- Garçon au faucon, huile sur toile, 63 × 53 cm, Wallace Collection, Londres[5]
- Jeune fille en Cérès, huile sur toile, 76 × 63 cm, MNHA Luxembourg